# Loa Janan
Loa Janan – miasto w Indonezji na wyspie Borneo w prowincji Borneo Wschodnie w zespole miejskim Samarindy; 218 tys. mieszkańców (2006).